# Circuit de Mérignac

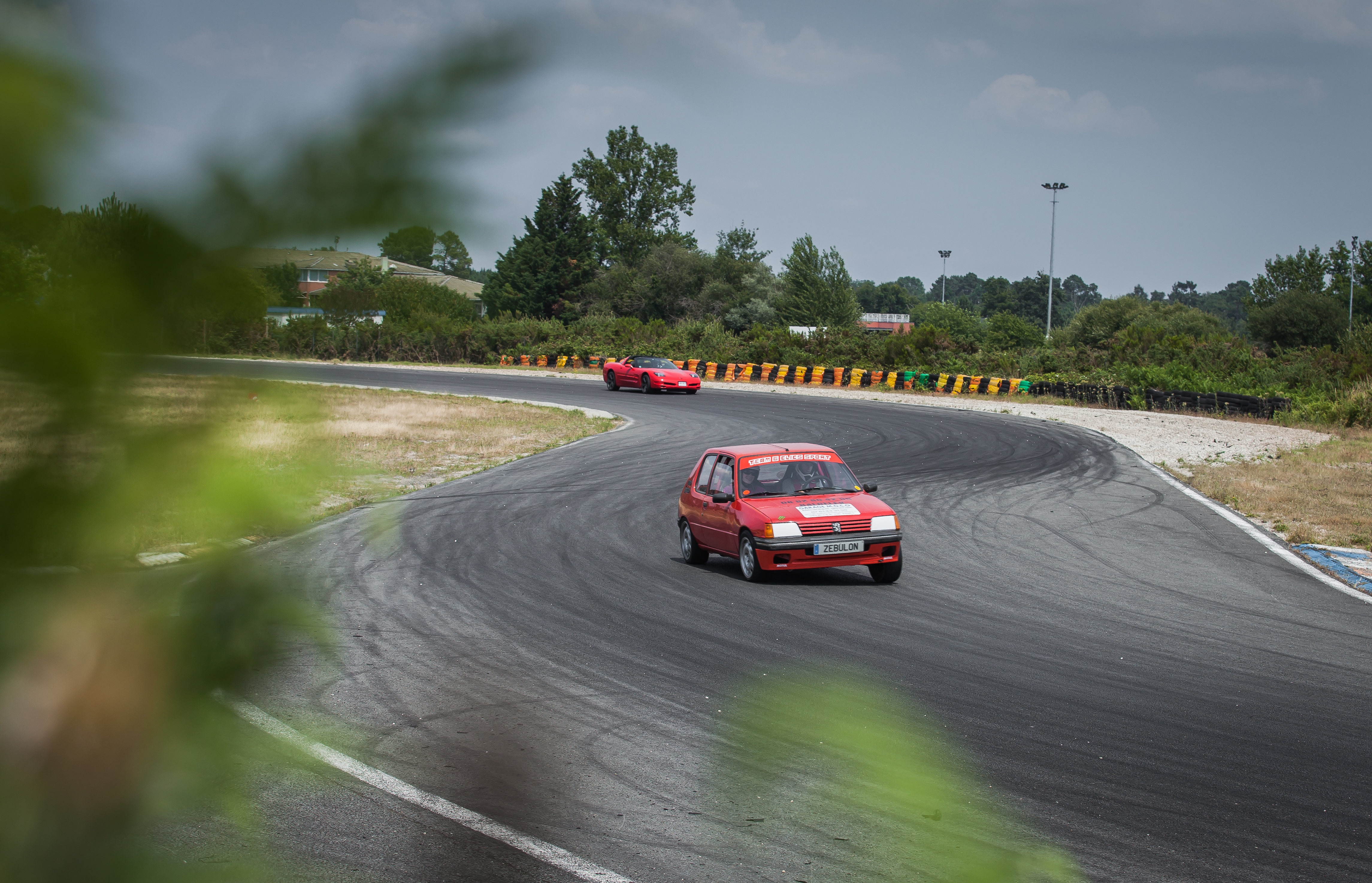

Le circuit de Mérignac est un circuit automobile, créé en 1991 à l’initiative de la ville. La mairie de Mérignac a cessé d'en assurer la gestion le 31 décembre 2004. Le 15 avril 2006, le circuit a rouvert ses portes au public.
La gestion du circuit a été confiée à la société Piste SR (Pôle Industriel, Scientifique, Technique et Educatif de Sécurité Routière)
Le circuit comporte :
- une piste en bitume de 1 800 mètres ;
- une aire d’évolution 4x4 et tout-terrain de 1 200 mètres comprenant une zone de franchissement d’obstacle, une zone trialisante, un passage de gué et différentes installations adaptées.

Depuis 2018, Gtrs exploite seul le circuit, qui renaît de ses cendres. L’école de pilotage développe de plus en plus d’offre pour les formations sécurité routières et formation et responsabilisation routière. Gtrs lance la formation pour les enfants dès dix ans soit 1,45 m les formations responsabilisent les enfants à leurs quotidiens pour les déplacements à bicyclette, prendre le volant chez Gtrs permet aux enfants de comprendre la difficulté d’un conducteur. Le circuit de Mérignac redevient un circuit à vocation de formation avec une équipe responsable. Grâce à ses efforts, Gtrs doit recevoir la finale de championnat de France de drift en novembre 2019.
Le mardi 25 janvier 2022, la mairie de Mérignac fit savoir au gérant de GTRS qu'il doit libérer le circuit dans les plus brefs délais. Le circuit fermera ses portes fin août 2022. Le 9 avril 2022, la FFMC (Fédération Française des Motards en Colère) organise une manifestation contre la fermeture du circuit. Près de 2000 motards et passionnés automobiles font le déplacement.